# Cyrano unicolor
Cyrano unicolor är en trollsländeart som först beskrevs av Hagen in Selys 1869.  Cyrano unicolor ingår i släktet Cyrano och familjen Chlorocyphidae. IUCN kategoriserar arten globalt som livskraftig. Inga underarter finns listade i Catalogue of Life.